# Жожоба
Симмондсія китайська (лат. Simmóndsia chinénsis), більше відома під назвами жожоба чи хохоба (ісп. Jojoba) — вид гілкових вічнозелених кущів, що у дикому вигляді зустрічаються у північноамериканських пустелях і чапаралі. Це єдиний вид роду симмондсія (Simmondsia), який було виділено в окрему багатотипну родину симмондсієві (Simmondsiaceae).

## Назва
Незважаючи на свою наукову назву, ця рослина у Китаї не зустрічається. Помилка виникла під час першого опису рослини. Іоганн Генріх Лінк під час розшифровки колекційних зборів Томаса Наттолла помилково прочитав позначку «Calif» як «China», й відповідно до цього назвав новоописаний вид Самшит китайський. Згодом, коли вид було виділено у самостійний рід, епітет (на вимогу МКБН) було збережено, а запропонована Наттоллом інша назва Simmondsia californica не може бути визнана дійсною, навіть попри те, що новий епітет більше відповідає поширенню цієї рослини.

## Ботанічний опис

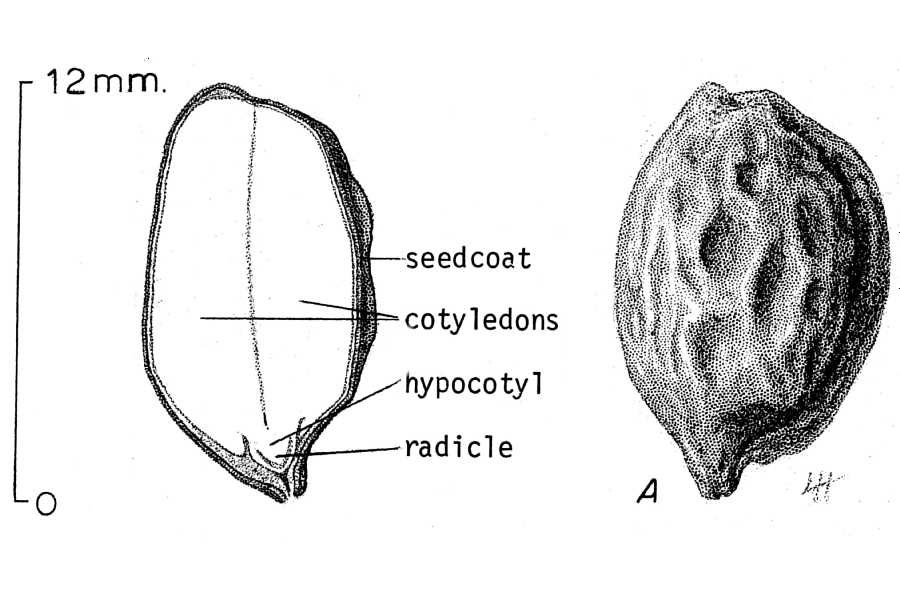
Будова насіння жожоба

Симмондсія — гілковий вічнозелений чагарник висотою від 1 до 2 м (окремі особини можуть виростати до 3 м). Листя сидячі, супротивні, цільні, без прилисників. Коріння проникає на глибину 15-25 м.

## Застосування
Олія, що видобувається з плодів рослини, активно застосовується для виготовлення косметики, у фармацевтичній промисловості, а також у виробництві мастильних матеріалів.
Макуха, що залишається після отримання олії, містить до 33 % білка й речовину, що пригнічує апетит (simmondsin), тому обмежено застосовується у виробництві комбікормів.

## Галерея

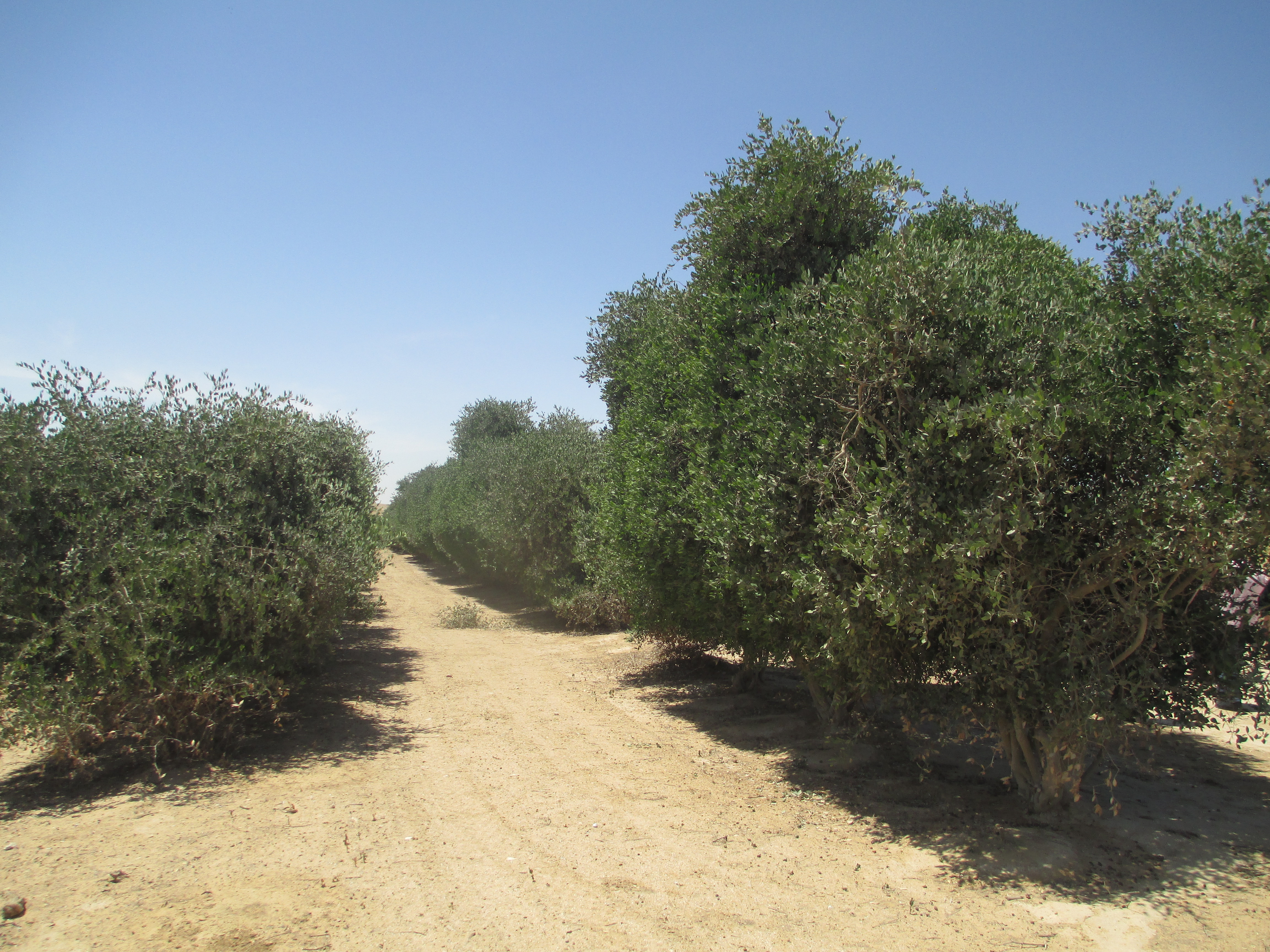
Плантації Жожоба в Ізраїлі, 2017 рік.
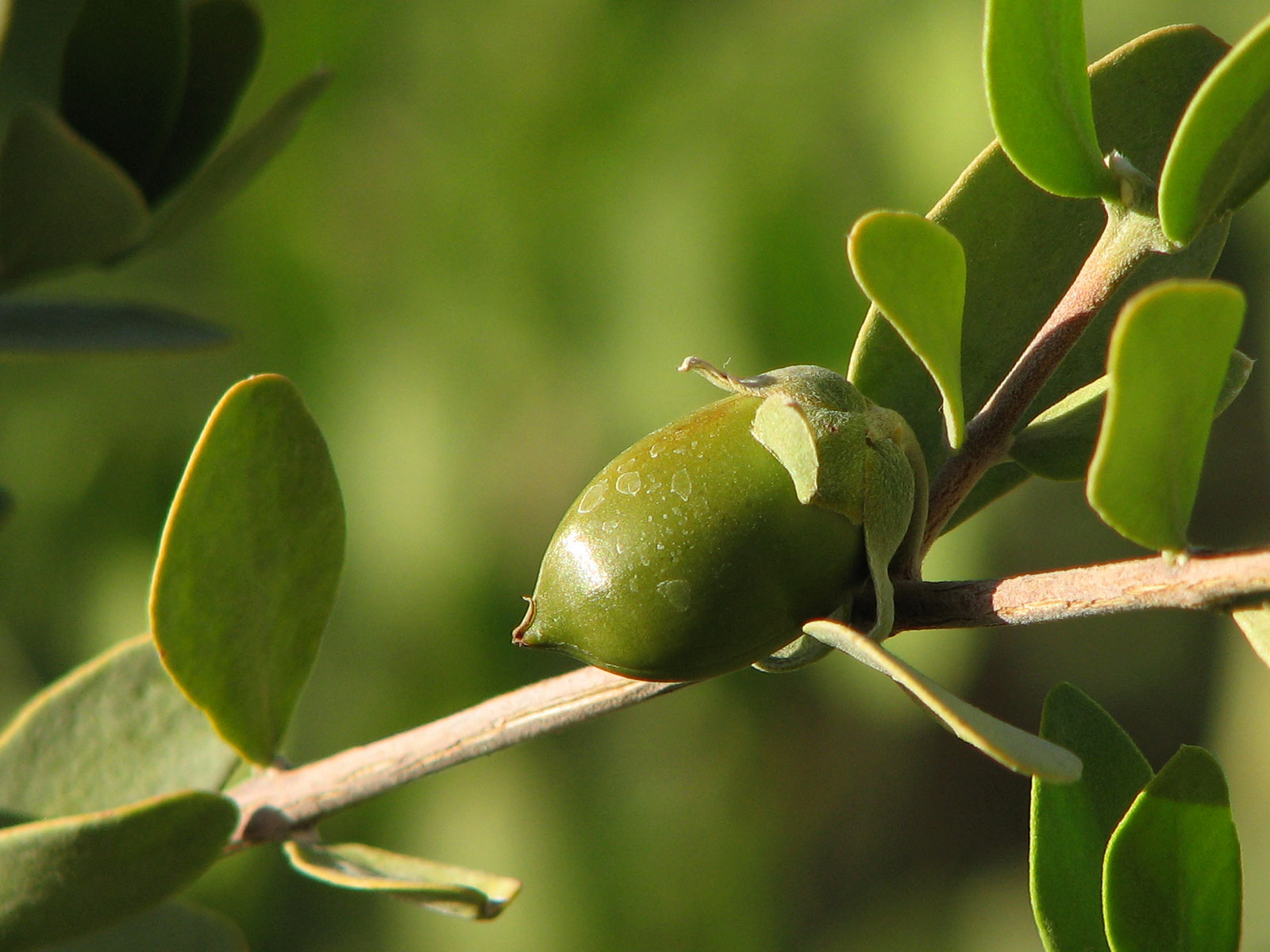
Зелені плоди Жожоба
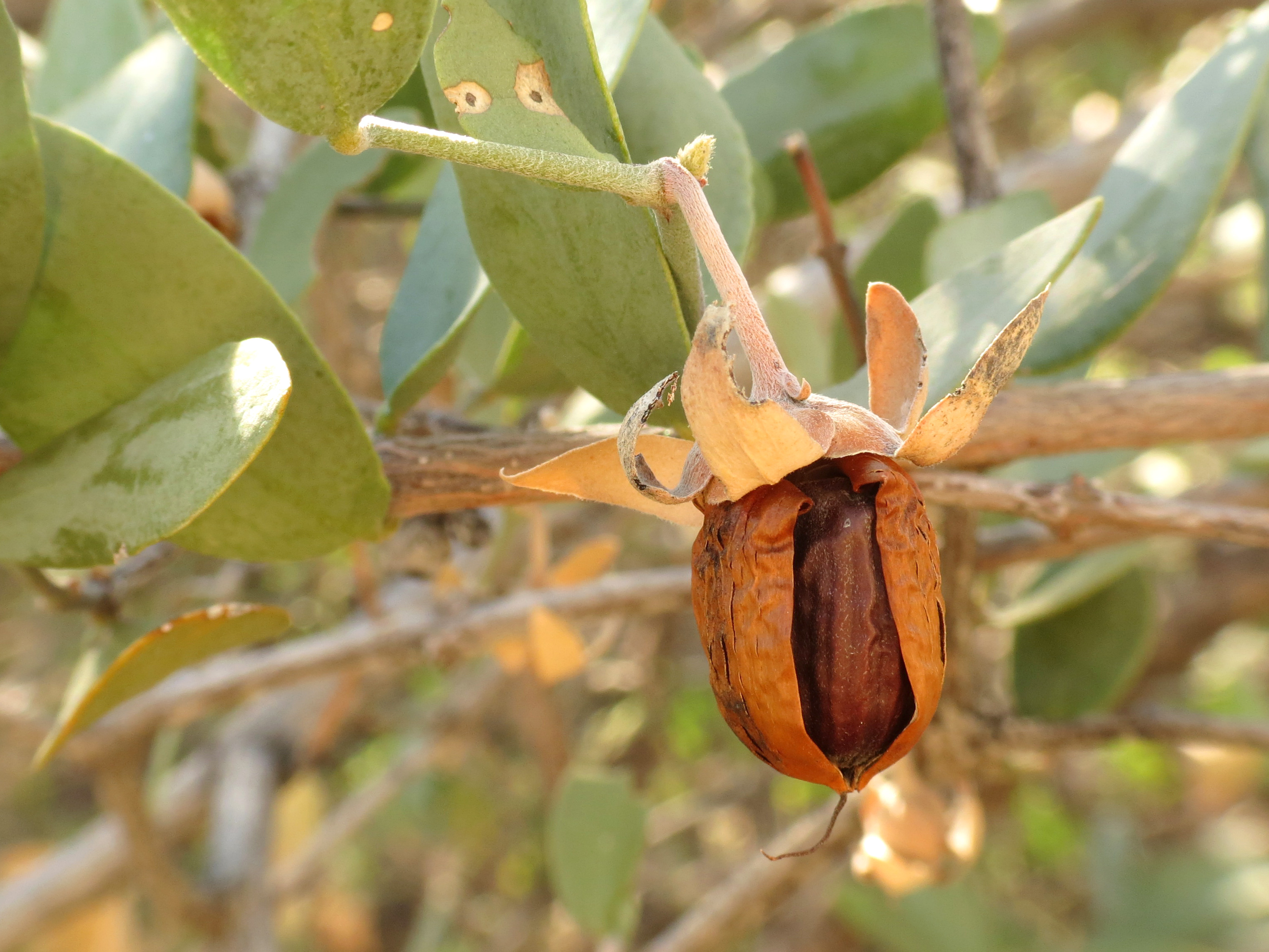
Плід (стиглий горіх) на гілляці